# Jeff Sutherland
Pour les articles homonymes, voir Sutherland.
Jeff Sutherland est l'un des créateurs du framework Scrum, un cadre pour le développement, la livraison et la maintenance de produits complexes. Avec Ken Schwaber, il a créé Scrum en 1993. Ils l'ont présenté publiquement à l'édition 1995 de la conférence OOPSLA. Jeff Sutherland a contribué à la création du Manifeste Agile en 2001. Avec Ken Schwaber, il a rédigé et tient à jour le Guide Scrum, qui contient la définition officielle du cadre.